# استرانگ (نبراسکا)
استرانگ(به انگلیسی: Strang) شهری در ایالت نبراسکا کشور ایالات متحده آمریکا است که جمعیت آن در سرشماری سال ۲۰۱۰ میلادی، ۲۹ نفر بوده‌است.